# Skladnost (geometrija)
Skládnost (redko kongruénca) v geometriji pomeni, da imata dve množici točk enako obliko in velikost. Matematična definicija skladnosti je povezana s togimi premiki (s preslikavami, ki ohranjajo razdalje):
Množici točk sta skladni, če lahko preslikamo eno na drugo s togim premikom tako, da se popolnoma prekrijeta.
Dejstvo, da sta množici A in B skladni, zapišemo kot: {\displaystyle A\cong B}.
Skladnost preučujemo v ravninski geometriji zlasti pri likih. Skladna lika imata enako obliko, enako dolge stranice, enako velike kote, enak obseg in enako ploščino.
V prostorski geometriji preučujemo skladnost zlasti pri telesih. Skladni telesi imata enako dolge robove, enako površino in enako prostornino.

## Načela skladnosti trikotnikov
V praksi je marsikdaj težko ugotoviti, ali se da neki lik preslikati na drugega s togim premikom. Za ugotavljanje skladnosti trikotnikov si pomagamo z naslednjimi načeli skladnosti:
- Načelo SSS (načelo stranica-stranica-stranica): Trikotnika sta skladna, če se ujemata v dolžinah vseh treh stranic.
- Načelo SKS (načelo stranica-kot-stranica): Trikotnika sta skladna, če se ujemata v dolžinah dveh stranic in v kotu med njima.
- Načelo KSK (načelo kot-stranica-kot): Trikotnika sta skladna, če se ujemata v dveh kotih in v dolžini stranice med njima. To načelo velja celo v splošnejši obliki: Trikotnika sta skladna, če se ujemata v dveh kotih in v dolžini poljubne stranice.
- Načelo SsK (načelo večja stranica-manjša stranica-kot): Trikotnika sta skladna, če se ujemata v dolžinah dveh stranic in v kotu, ki leži nasproti daljši od teh dveh stranic.

Pri tem velja posebej opozoriti na situacije, ko ne moremo sklepati, da gre za skladnost (vsaj v običajni evklidski geometriji ne):
- Trikotnika, ki se ujemata v dolžinah dveh stranic in v kotu, ki leži nasproti krajši od teh dveh stranic, nista nujno skladna.
- Trikotnika, ki se ujemata v vseh treh kotih, nista nujno skladna (taka trikotnika sta podobna).